# Lacrime di sangue (film 2013)
Lacrime di sangue (L'Étrange Couleur des larmes de ton corps) è un film del 2013 scritto e diretto da Hélène Cattet e Bruno Forzani.
Come il precedente Amer, è molto ispirato allo stile e le atmosfere del giallo all'italiana di registi come Mario Bava e Dario Argento.

## Trama
Un uomo, di ritorno da un viaggio di lavoro, trova il suo appartamento vuoto e sua moglie scomparsa. Intraprende un'indagine in cui presto riaffioreranno i suoi ricordi e traumi d'infanzia.

## Produzione
Il film è stato girato a Nancy, a Villa Majorelle e all'Hotel Bergeret, e a Bruxelles, all'Hotel Hannon, l'Hotel Solvay, l'Hotel Ciamberlani e la Biblioteca Solvay, tutte location in stile art noveau.

## Distribuzione
Il film è stato presentato in anteprima al Festival di Locarno il 12 agosto 2013. È stato distribuito nelle sale cinematografiche belghe, francesi e lussemburghesi a partire dal 12 marzo 2014. È stato distribuito in Italia direttamente in home video da Koch Media sotto l'etichetta Midnight Factory nell'agosto 2016.

## Riconoscimenti
- 2013 - Festival di Locarno
  - In concorso per il Pardo d'oro
- 2013 - Sitges - Festival internazionale del cinema fantastico della Catalogna
  - In concorso per il miglior film
- 2014 - Festival internazionale del cinema di Porto
  - In concorso per il miglior film
- 2015 - Premi Magritte
  - Migliore fotografia a Manuel Dacosse
  - Candidatura alla migliore scenografia a Julia Irribarria
  - Candidatura ai migliori costumi a Jackye Fauconnier
  - Candidatura al miglior sonoro a Daniel Bruylandt, Mathieu Cox e Olivier Thys
- 2015 - Fangoria Chainsaw Awards
  - Candidatura al miglior film straniero